# Мета-Інкогніта
Мета-Інкогніта (англ. Meta Incognita Peninsula) — півострів на півдні Бафіннової Землі.

## Географія
Берегова смуга гориста. Ландшафт півострова мінливий, гори сягають висоти 853 м. Береги затоки Фробішера фіордові, фіорди невеликі, але глибокі.
Рослинність представлена невисокими рослинами, властивими тундрі. Ними вкритий майже весь півострів. Тут ростуть карликова береза, верби, багно звичайне, дріада, осока.
Серед тварин тут розповсюджені північні олені, вівцебик, заєць, арктичний вовк, песець, білий ведмідь, моржі, тюлені, кити, водоплавні птахи.
На південно-західному березі півострова розташоване ескімоське село Кіммірут.

## Історія
Півострів було відкрито влітку 1576 року експедицією англійця Мартіна Фробішера, який шукав північний прохід до Китаю. У серпні він проник у вузьку затоку, яку вважав протокою й назвав її протокою Фробішера (затока Фробішера). Він пройшов удаваною «протокою» на північний захід 60 миль, вважаючи що праворуч від нього Азійський материк, відокремлений від американського суходолу, що був ліворуч (насправді це були півострови Баффнової Землі — теперішні Мета-Інкогніта й Холл).
Тут Фробішер натрапив на людей азійського типу — ескімосів, що стало для нього додатковим доказом того, що він досяг Азії. Тут було також знайдено каміння з жовтими вкрапленнями, яке Фробішер прийняв за золоту руду. Через кілька днів пропало п'ятеро членів команди й Фробішер не ризикнув просуватися далі «проливом». Схопивши з собою силоміць ескімоса, наприкінці він вирушив до Англії аби сповістити про два своїх «великих відкриття» — проливу у Тихий океан й золотої руди.
1577 року до берегів Мета-Інкогніти було споряджено другу експедицію. Через кригу Фробішер не став проходити «протокою», він завантажив кораблі «золотоносним камінням» й повернувся в Англію.
30 травня 1578 року сюди під головуванням Фробішера вирушили 15 кораблів, щоб заснувати колонію й збудувати фортецю біля «протоки», організувати видобуток золота й продовжити дослідження «протоки» та дійти до Китаю.
Біля входу в «протоку» кораблі потрапили у буревій й були відкинуті на південь, де потрапили у справжню широку, вільну від криги, протоку. Фробішер повів кораблі на північний схід й відкрив прохід між півостровом Мета-Інкогніта й групою островів. Фробішер зрозумів, що Мета-Інкогніта не могла бути материком, бо знаходилася поміж двох проток: однієї справжньої — на півдні (Гудзонова протока) й іншою — на півночі (протока Фробішера, яка згодом виявилася затокою).